# Oberstraße 39 (Mönchengladbach)

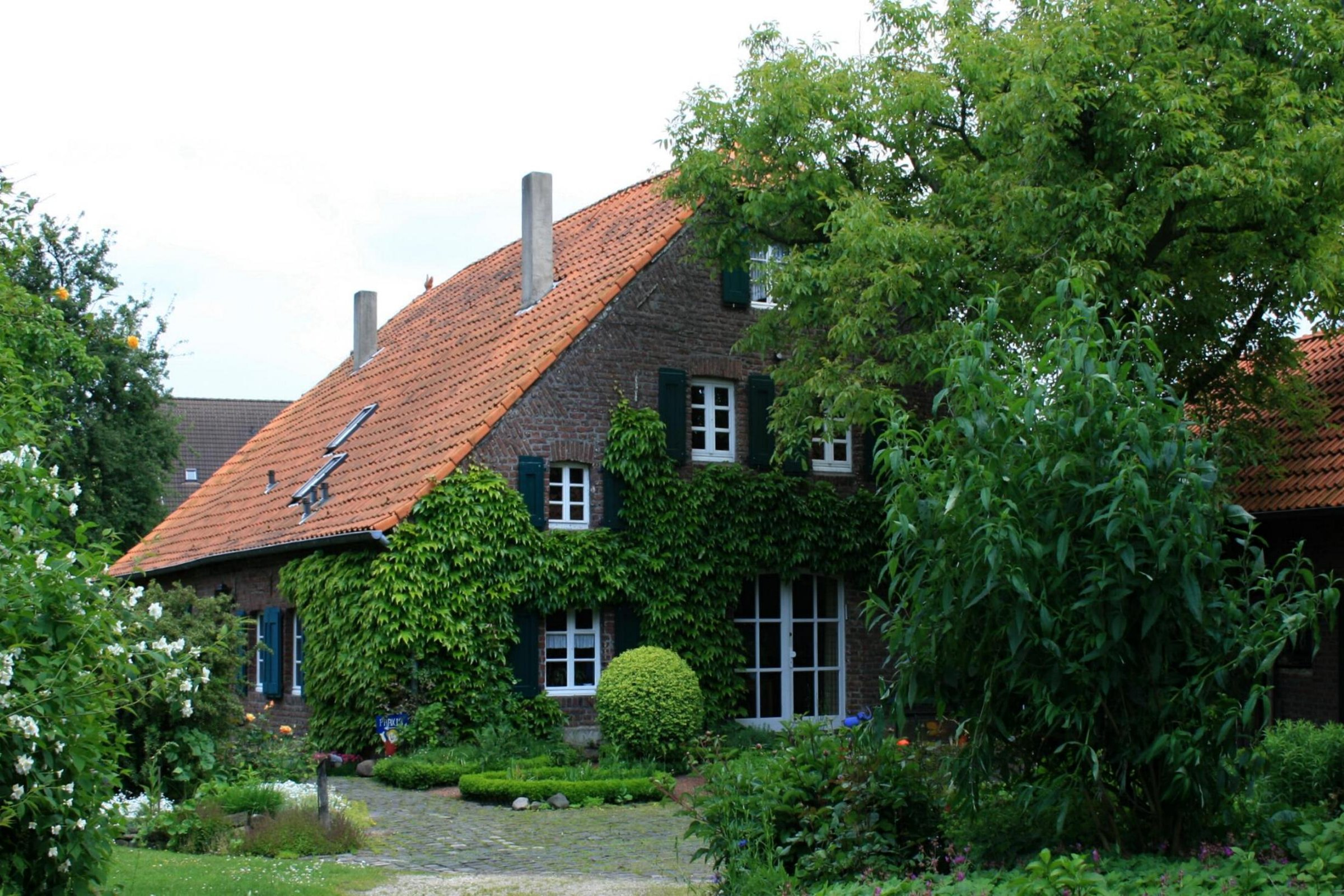
Fachwerkgebäude mit Nebengebäude (2010)

Das Fachwerkgebäude mit Nebengebäude Oberstraße 39 steht im Stadtteil Bettrath-Hoven in Mönchengladbach (Nordrhein-Westfalen).
Das Gebäude wurde 1611 erbaut. Es wurde unter Nr. O 001 am 4. Dezember 1984 in die Denkmalliste der Stadt Mönchengladbach eingetragen.

## Architektur
Die stattliche Hofanlage besteht aus mehreren Gebäudeteilen. Baujahr Anfang 17. Jahrhundert, im Kern älter. Das Wohn-/Stallgebäude ist mit einem Krüppelwalmdach überdeckt. Das Scheunengebäude besteht aus Backsteinmauerwerk ebenso wie das ehemalige Stallgebäude. Die Dächer sind als Satteldächer errichtet.